# Association du clergé militant
Ne doit pas être confondu avec Société des clercs militants.
L'Association du clergé militant (en persan جامعه روحانیت مبارز, Jāme'e-ye Rowhāniyat-e Mobārez) est un parti politique iranien. Il a été fondé en 1977.
Les membres de ce parti sont en faveur de l'économie de marché et sont culturellement ultra-conservateurs. Ce groupe soutient très fortement le guide suprême Ali Khamenei et la doctrine selon laquelle le pouvoir de décision ultime doit se trouver dans les mains du guide.